# Metro van Ankara

Kaart van het metrosysteem van Ankara

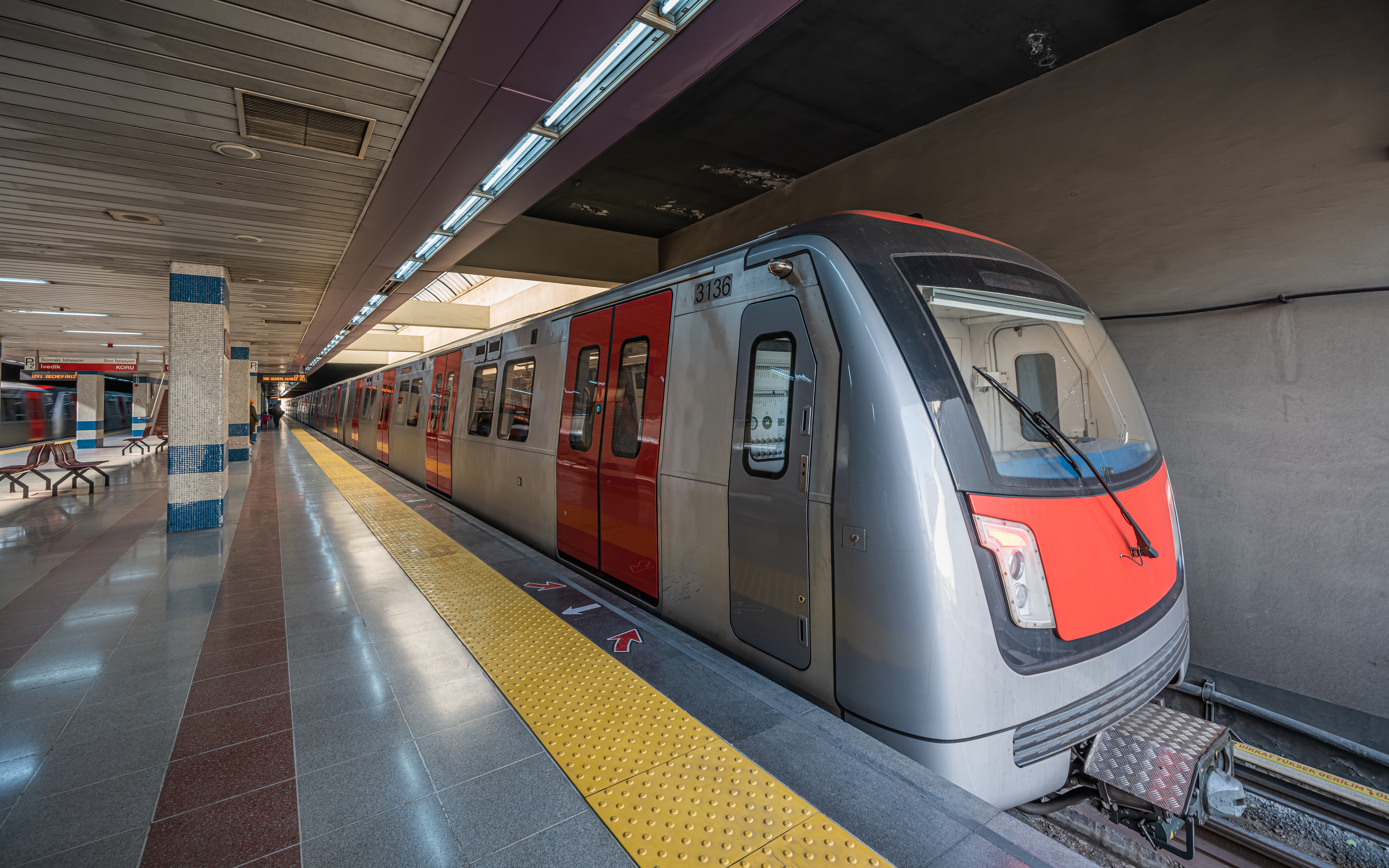
Station Yenimahalle

De Metro van Ankara (Turks: Ankara metrosu) is het snelle vervoerssysteem van Ankara, de hoofdstad van Turkije. Sinds begin 2019 bestaat het net  uit drie verschillende lijnen. Binnen de Ankara Metro de M1 en M4, met daarnaast de A1 of Ankaray die een metrolijn in de categorie van lichte metro is. Drie andere metrolijnen zijn in aanbouw en diverse andere lijnen zijn gepland voor de volgende fase van verdere uitbreidingen.

## Geschiedenis

### Ankaray
De vraag om de vervoersmogelijkheden van Ankara te verbeteren heeft ervoor gezorgd dat op 7 april 1992 de bouw van de eerste metro van Ankara, de Ankaray, is begonnen. De lijn loopt van AŞTİ (Ankara Şehirlerarası Terminal İşletmesi) tot aan Dikimevi en heeft een totale lengte van 8,7 km, waarvan 8 km ondergronds loopt. De lijn heeft 11 stations en is in gebruik genomen op 30 augustus 1996.

### Metro
De in 1997 geopende Ankara Metrosu (na de opening van de andere metrolijnen veranderde de naam in Ankara Metrosu 1. Aşama) verzorgt het vervoer tussen Batıkent-Kızılay. De lijn is 14,7 km lang (6,5 ondergronds, 4,5 bovengronds, en 3,7 km verhoogd spoor) en heeft 12 stations.